# Twentsche Voetbalbond
De Twentsche Voetbalbond (TVB), later ook wel Twentse Voetbalbond of afdeling Twenthe genoemd, is een voormalig onderbond van de KNVB voor de regio Twente. 
De bond werd op 20 november 1899 als zelfstandige voetbalbond opgericht. Bij de bond speelde voornamelijk clubs uit de regio Twente inclusief de regio Hardenberg.

## Geschiedenis
Op 20 november 1899 werd de Twentsche Voetbalbond opgericht in het stationskoffiehuis in Enschede door vertegenwoordigers van de voetbalclubs P.W., De Tubanters, Hercules, Twenthe (allen uit Enschede), Oranje Nassau en K.W. (beide uit Almelo).
Vermoedelijk in 1914 sloot de bond zich aan bij de Nederlandse Voetbalbond, wat later KNVB ging heten. Hierdoor konden de betere clubs uit de bond makkelijker spelen tegen andere clubs uit Nederland.
In 1940 werd het voetbal in Nederland geherstructureerd. De vele voetbalbonden die Nederland had gingen samen tot 1 hoofdbond met 20 afdelingen. Hierbij ontstond onder andere de afdeling Twenthe. Het kwam er eigenlijk op neer dat de diverse bonden uit de regio opgingen in de Twentsche Voetbalbond. Ook tot het einde van de afdelingen (die ook wel onderbonden genoemd werden) in 1996 werd er dan ook meer gesproken over de Twents(ch)e Voetbalbond dan over de afdeling Twenthe.
In 1996 verdwenen alle onderbonden in Nederland. De competities van de onderbonden gingen over in nieuwe competities als lagere Klasses bij de KNVB. Zo werd het hoogste niveau van de Twentse Voetbalbond de Vijfde klasse van de KNVB. Voor deze tijd was de Vierde klasse het laagste niveau bij de KNVB en degradeerden van daaruit de clubs uit de regio Twente naar de hoogste Klasse van de Twentse Voetbalbond. De kampioenen uit die hoogste klasse promoveerden naar de Vierde Klasse van de KNVB.